# Даниил Страхов
Даниил Александрович Страхов (на руски: Даниил Александрович Страхов) е руски телевизионен актьор.

## Биография
Роден е на 2 март 1976 година в Москва. Израства в семейство на интелектуалци. Дядо му е главен инженер и любител художник, баба му е оглавявала едно от поделенията по аерология в страната, майка му е психотерапевт на частна практика в собствената си школа, а баща му Александър Страхов е философ-лингвист, издател на научното списание „Palaeoslavica“. В рода на майка му има много православни свещеници, а по бащина линия той е наследник на амурски казаци. Баща му е автор на проучване на живота на княз Даниил Галицки и кръщава сина си на него. През 1993 година Даниил завършва средното си образование и постъпва в актъорската школа MXAT. След една година постъпва в Шкукинското училище за актьори. Дебютира в киното като студент, а след завършването си е приет в трупата на театър „Гогол“. В театъра Даниил среща Мария Леонова и след четиригодишен съвместен живот скючват брак.

## Филмография
- Кариерата на Артур Уи. Нова версия (1996)
- Да бъдем познати (1999)
- Маросейка, 12. Ставки повече няма (2000)
- Търсачи (епизод4). Изчезналия Адонис (2001)
- Северно сияние (2001)
- Петия ъгъл (2001)
- Новогодишно приключение (2002)
- Бригада (2002)
- Уилис (2002)
- Главни роли (2002)
- Женска логика-2 (2002)
- Най-добрия град на Земята (2003)
- Евлампия Романова. Маникюр за покойника (2003)
- Винаги горори „Винаги“ (2003)
- Бедната Настя (2003 – 2004)
- Деца на Арбат (2004)
- Звездоброец (2004)
- Винаги говори „Винаги“-2 (2004)
- Торгаши (2004)
- Талисман на любовта (2005)
- Вратата на бурите (2006)
- Винаги говори „Винаги“-3 (2006)
- Жаркия ноември (2006)
- Перегон (2006)
- Модел (2007)
- Джоконда на асфалта (2007)
- Съдебна колонка (2008)
- Ние от бъдещето (2008)
- Блажената (2008)
- Любов по острие на нож (2008)
- Игра (2008)
- Мика и Алфред (2008)
- Последния вагон (2008)
- Исаев (2009)